# Felice Lattuada
Felice Lattuada, AFI feˈliːtʃe lattuˈaːda; latˈtwaːda, (Morimondo, 5 de febrer de 1882 - Milà, 2 de novembre de 1962) fou un compositor i director d'orquestra italià.

## Biografia
Graduat al conservatori de Milà, va exercir de professor a les escoles elementals durant un cert període. Va deixar la càtedra per dedicar-se íntegrament a la composició de música simfònica, òperes i operetes, i va dirigir l'orquestra del Teatro Dal Verme i del Teatro alla Scala.
Per al cinema va treballar com a compositor de bandes sonores entre 1931 i 1953, inicialment per a tres pel·lícules dirigides per Mario Camerini (Figaro e la sua gran giornata, 1931), Guido Brignone (Palio 1932) e Ferdinando Maria Poggioli (Sissignora, (1941). Posteriorment va fer la música de diverses pel·lícules dirigides pel seu fill Alberto: Giacomo l'idealista (1941) Il bandito (1946), Il delitto di Giovanni Episcopo (1947), Luci del varietà (1950), Il cappotto (1952) o La Lupa (1953).
Felice Lattuada és recordat sobretot per la seva producció operística: el 1922 es va representar a Milà "La tempesta", una òpera amb llibret d'Arturo Rossato sobre l'obra homònima de Shakespeare; el 1928 el seu "Don Giovanni", també amb un llibret de Rossato, va guanyar el primer premi en un concurs anunciat pel Ministeri d'Educació i representat al Teatro San Carlo de Nàpols el 1929 . "La tempesta" es va representar al Teatro alla Scala el 21 d'octubre de 1942 amb Antenore Reali, Augusta Oltrabella, el director Angelo Questa, i una joveníssima Sabina Actis-Orelia en el paper d'Ariel.
El 1929 es va representar al Teatro alla Scala de Milà la seva òpera més famosa, "Le preziose ridicole", de nou basada en un llibret de Rossato, extret aquesta vegada de l'obra homònima de Molière; la primera actuació a Verona va comptar amb un repartiment il·lustre, incloent cantants com Ebe Stignani, Mafalda Favero, Jan Kiepura, Aristide Baracchi i Salvatore Baccaloni, sota la direcció del director Gabriele Santini. "Le preziose ridicole" es va representar moltes vegades en teatres internacionals, començant pel Metropolitan Opera House de Nova York, on es va presentar el 1930 amb Lucrezia Bori, al Teatro Colón de Buenos Aires, als teatres de Praga, Berlín, Brussel·les, fins a Teatro dell'Opera di Roma i al San Carlo de Nàpols. L'obra va ser finalment interpretada el 1991 al "Teatro Rossini" de Lugo sota la direcció del seu fill Alberto. Entre la seva producció de música de cambra destaca la Sonata per a violí i piano en Mi menor (1919) dedicada a Alberto Poltronieri.
El seu llenguatge musical està directament influït pel verisme i l'anomenada “jove escola” (autors com Puccini, Giordano, Franchetti, etc.). Ni que sigui per un cert setcentisme, que es troba especialment en l'obra "Le preziose ridicole", ha estat comparat més sovint amb el venecià Ermanno Wolf-Ferrari. Tanmateix és cert que Lattuada, igual que molts compositors italians de la seva època, va ser influenciat principalment per la concepció dramàtica del Falstaff di Giuseppe Verdi..
A més del famós director Alberto, també va tenir una filla, Bianca, que també va treballar al cinema principalment com a directora de producció i com a organitzadora general i responsable del càsting.
Felice Lattuada descansa avui al mausoleu familiar del cementiri de Morimondo.